# Trettondedag jul
Trettondedag jul, också kallat trettondedagen eller trettondagen, (västkyrkligt även Epifania (uttalas [epifaní:a]) – "uppenbarelse"  – och östkyrkligt Theofania (uttalas [teofaní:a]) – "gudsuppenbarelse") är en kristen högtid som infaller på den trettonde dagen i julhögtiden, det vill säga den 6 januari. Dagen är en allmän helgdag i bland annat Sverige och Finland. Trettondedagen firas bland kristna till åminnelse av uppenbarelsen av Jesus som Guds son genom hans födelse, genom hans Kristi dop, genom hans första underverk (vinundret i Kana) och uppenbarelsen genom Betlehemsstjärnan för de vise männen. Detta tema har inom västlig kristendom kommit att överskuggas av de vise männen, som skall ha kommit till Jesus med guld, rökelse och myrra.
Trettondedagen är trettonde dagen under julen med juldagen inräknad. I äldre svenska talades det om såväl Þrættandi dagher som Tolfti dagher (iula). På engelska talar man om Twelve Days of Christmas, och trettondagsafton blir då Twelfth Night (eller Epiphany Eve, eftersom trettondedagen heter Epiphany). I Tyskland kallas dagarna mellan juldagen och trettondagen die zwölf Heiligen Nächte eller Rauhnächte. I de flesta kristna länder anses denna dag avsluta julen (till skillnad från i Norden, där julen allmänt anses avslutad med tjugondedag jul).

## Historia
Trettondedagens äldsta namn var epifanía eller epifaniadagen (latin: epiphanīa, klassisk grekiska: ἐπῐφᾰ́νειᾰ, epipháneia, ’synligblivande uppenbarelse’). Epifania är känd tidigast hos de basilidianska gnostikerna omkring år 150.
Snart efter gnostikerna kom dopfesten i bruk även inom östkyrkan (dock ej i Västerlandet) och firades den 6 januari. Åtminstone i Syrien och Palestina utsträcktes festens betydelse till att omfatta även Jesu födelse, som troddes ha infallit på samma årsdag som dopet. Under 300-talet utvidgades epifaniafirandet med flera andra festdagar i anslutning till evangeliernas berättelse om Jesu barndom; centrum i festcykeln var 6 januari (Jesu födelse- och dopdag). 
Vid samma tid hade emellertid i Rom uppkommit seden att fira Jesu födelse redan 25 december, medan däremot ingen epifanifest fanns där. De bägge traditionerna kom i strid; vid 300-talets slut bilades den genom en kompromiss på så vis, att Roms tradition om Jesu födelse 25 december överallt antogs, medan Rom accepterade den österländska festcykeln över Jesu barndom, även epifanifesten 6 januari. 
Då Jesu födelse (och dop) tagits bort från epifaniafesten, berövades den emellertid sitt egentliga innehåll, och centrum i festkretsen blev juldagen. Epiphania inordnades i stället i Jesu barndomshistoria som dagen för de tre vise männens besök, tre konungars fest. Som sådan uppfattades den sedan även som den begynnande hednamissionens dag.
I Uppsalamissalet från år 1513 står: Kyrkan firar denna dag på grund av en trefaldig uppenbarelse, varför den ock har ett trefaldigt namn. Den kallas först epifania, på grund av uppenbarelsen genom stjärnan för de tre konungarna. För det andra kallas den theofania, emedan vid Jesu dop på denna dag i Jordan hela Trefaldigheten manifesterade sig. För det tredje kallas den bethfania av beth, som betyder hus, emedan Jesus i bröllopshuset i Kana genom att förvandla vatten till vin visade sig vara Gud.

## Traditioner
I likhet med den äldre österländska kyrkan, firar den grekiska kyrkan fortfarande denna dag till minne av Kristi dop.
Även inom den västerländska kyrkan firades ursprungligen dagen till minne av Kristi dop (därav namnet Balneatio), men med detta förband kyrkan också minnet av hans uppenbarelse för den hedniska världen. Hedningarna representerades av de tre vise männen och därav det äldre namnet Heliga tre konungars dag, under vilket den fortfarande firas i till exempel Antillerna, Belgien och Danmark.  Under medeltiden blev dagen i väst helgad uteslutande åt uppenbarelsen vilket den fortfarande är inom den romersk-katolska och lutherska kyrkan, och dagen betraktas där som missionens särskilda dag. 
De så kallade stjärngossarna, som numera oftast förknippas med Luciafirandet i Sverige, framträdde ursprungligen i de dramer och mysteriespel som framfördes på trettondedagen.
Samtidigt som trettondagen avslutar julfirandet inleder den också den så kallade epifaniatiden som (beroende på när påsken infaller) varar under högst sex söndagar fram till fastan.
I Svenska kyrkan är temat denna dag "Guds härlighet i Kristus".:

### Spanien
I spansk tradition heter dagen El dia de los Reyes magos, de tre vise männens dag, och firas den 6 januari. Den 5 januari ställer barnen ut sina gamla skor på fönsterblecket och när de vaknar morgonen därpå ligger där julklappar i stället.

### Sverige och Svenskfinland
Trettondedag jul är den sista stora helgdagen i det kyrkliga firandet av julen. Den definitiva slutpunkten sätts i Sverige och i det svenskspråkiga Finland på tjugondedag jul, det vill säga trettondedagens så kallade oktavdag en vecka senare. I östra Finland har man hållit fast vid trettondagen som julavslutning.

## Svenska kyrkan

### Texter
Onsdagens tema enligt 2003 års evangeliebok är Guds härlighet i Kristus. De bibeltexter som används för att belysa dagens tema är:
| Första årgången                                               | Andra årgången                                                                                                | Tredje årgången | Psaltarpsalm       |
| Jesaja 60:1-6 Kolosserbrevet 1:11-14 Matteusevangeliet 2:1-12 | Jesaja 49:5-7 Andra Korinthierbrevet 4:3-6 Matteusevangeliet 2:1-12 Johannesevangeliet 8:12 (alternativ text) | Första Kungaboken 10:1-7 Efesierbrevet 2:17-19 Matteusevangeliet 2:1-12 Lukasevangeliet 11:29-32 (alternativ text) | Psaltaren 72:10-15 |

## Firande enligt gamla stilen
De östkyrkor som använder den julianska kalendern som liturgisk kalender, t ex ortodoxa firar sedan år 1901 trettondedagen den 19 januari, enligt nya stilen, till följd av skillnaden mot den gregorianska kalendern, 13 dagar fram till år 2100.